# Moraine (Ohio)
Moraine – miasto w Stanach Zjednoczonych, w południowo-zachodniej części stanu Ohio. 
Liczba mieszkańców w 2000 roku wynosiła 6922.